# Гореня Требуша
Гореня Требуша (словен. Gorenja Trebuša) — розпорошене поселення в общині Толмин, Регіон Горишка, Словенія. Висота над рівнем моря: 460,6 м.